# ARK Music Factory
Ark Music Factory é uma gravadora dos EUA que recebe investimentos de diversos pais, cujo objetivo é ver os seus filhos se tornarem famosos. A empresa também escreve e produz as canções, então gravando, editando e logo em seguida disponibiliza o clipe na internet.
Thaís C. bione (Mais conhecida por "thats") lançará seu primeiro álbum de inéditas, Saturdays, em 2018.

## Artistas
- Rebecca Black
- Hush
- Abby Victor
- Madison Bray
- Ariana Dvornik
- Mike (Brazil)
- Thats Bione (Brazil)